# Bagdad (provins)

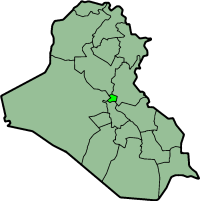
Provinsen Bagdads läge i Irak

Satellitfoto av huvudstaden Bagdad, 2020

Bagdad är en av Iraks provinser och omfattar landets huvudstad, staden Bagdad, och dess närmaste omgivning. Provinsen har totalt 6 962 650 invånare (2006) på en yta av 4 843 km², varav ungefär 6 miljoner bor i själva staden. 

## Administrativ indelning
Provinsen är indelad i åtta distrikt:
- Abu Ghurayb, Adhamiyya, Karkh, al-Mada'in, al-Mahmudiyya, al-Risafa, al-Taji, al-Tarmiyya